# August Dyes
August Dyes (* 10. Februar 1813 in Hannover; † 7. Dezember 1899 ebenda) war ein deutscher Arzt und Autor, der sich insbesondere für die Wiedereinführung des Aderlasses engagierte.

## Leben
August Dyes ließ sich ab 1833 ausbilden in Göttingen und Berlin und arbeitete bis 1836 unter Himly, Langenbeck dem Älteren und dem Mediziner Dieffenbach. Ab 1837 war er unter Georg Philipp Holscher als Assistent tätig am Krankenhaus Hannover, wechselte 1839 als Assistenz-Arzt zum Dragoner-Regiment nach Aurich und 1855 als Oberarzt zum Garde-Husaren-Regiment nach Verden.
Nachdem Dyes 1867 in Hildesheim als Oberstabsarzt Erster Klasse im preussischen Infanterie-Regiment 79 tätig gewesen war, wurde er 1876 in den Ruhestand versetzt und ließ sich als praktischer Arzt in seiner Geburtsstadt Hannover nieder.
August Dyes setzte sich unter anderem für die Wiedereinführung der in der Mitte des 19. Jahrhunderts aus der Mode gekommenen Blutverminderungen, sogenannte Aderlässe, ein und fand, nicht zuletzt durch seine Publikationen, immer mehr Anhänger und Vertreter seiner Lehre, darunter Wilhelmi in Schwerin, Scholz in Bremen, Schubert in Wiesbaden, Bachmann in Ilfeld und Irion in Nagold.

## Schriften
- Ärztliche Beobachtungen und Heilmethoden, Hannover 1876
- Die Heilung des Rheuma durch kleine Aderlässe, Stuttgart
- Die Krankheiten der Athmungsorgane, die Heilung der Bleichsucht und sog. Blutarmut durch kleine Aderlässe
- Der prophylactische Aderlass gegen die Vorboten der Apoplexie
- Die Heilung der Trichinose durch frühzeitige Anwendung des Chlorwassers, Stuttgart
- Zwei Hauptmittel zur Verlängerung des menschlichen Lebens, die Blutentziehung und das Chlorwasser, Leipzig